# Whitefriars Theatre
O Whitefriars Theatre (Teatro Whitefriars) foi um teatro de Londres no período jacobino, que existiu desde 1608 até a década de 1620 — mais depois desta data só sobrevive informação limitada e contraditória sobre o local.